# Henryk Jarczyk
Henryk Jarczyk (ur. 16 czerwca 1889 w Podlesiu, zm. 9 sierpnia 1949 w Katowicach) – lekarz, uczestnik powstań śląskich i powstania wielkopolskiego, komisarz plebiscytowy.

## Życiorys
Urodził się w rodzinie chłopskiej Pawła i Anny z domu Polak. Do szkoły powszechnej chodził w Podlesiu, a następnie w Mikołowie. Gimnazjum ukończył w Gliwicach, gdzie należał do konspiracyjnego, samokształceniowego Towarzystwa Tomasza Zana. W 1908 r. podjął studia medyczne we Wrocławiu, kontynuował je w Monachium i Lipsku, uzyskując w 1914 r. dyplom lekarza i tytuł naukowy doktora. 
W latach 1920–1921 kierował Polskim Podkomisariatem Plebiscytowym w Katowicach. Uniknął śmierci po napadzie Niemców na siedzibę komisariatu.
19 sierpnia 1922 „w uznaniu wybitnych zasług położonych dla zespolenia Górnego Śląska z Macierzą" nadano mu Krzyż Walecznych. 2 maja 1923 został odznaczony Krzyżem Kawalerskim Orderu Odrodzenia Polski „za zasługi, położone około przyłączenia Górnego Śląska do Rzeczypospolitej Polskiej”.
W latach 1924–1939 był dyrektorem Szpitala Spółki Brackiej w Katowicach. Był prekursorem wprowadzenia problematyki medycyny pracy. Na przełomie sierpnia i września 1939 roku brał udział w kongresie chirurgów w Leningradzie. Po wybuchu wojny w Polsce został internowany, a następnie wywieziony na Syberię.
Udało mu się dostać do Armii Andersa, z którą przeszedł szlak bojowy przez Iran, Palestynę, gdzie został żołnierzem 2 Korpusu, Afrykę Północną, Ankonę, Bari i Monte Cassino, gdzie szefował służbom medycznym. Po wojnie w randze majora wylądował w Anglii. Do Polski wrócił w 1948 roku. Po powrocie założył i zorganizował szpital miejski w Siemianowicach Śląskich. Pochowany został na cmentarzu przy ul. Francuskiej w Katowicach w Katowicach.

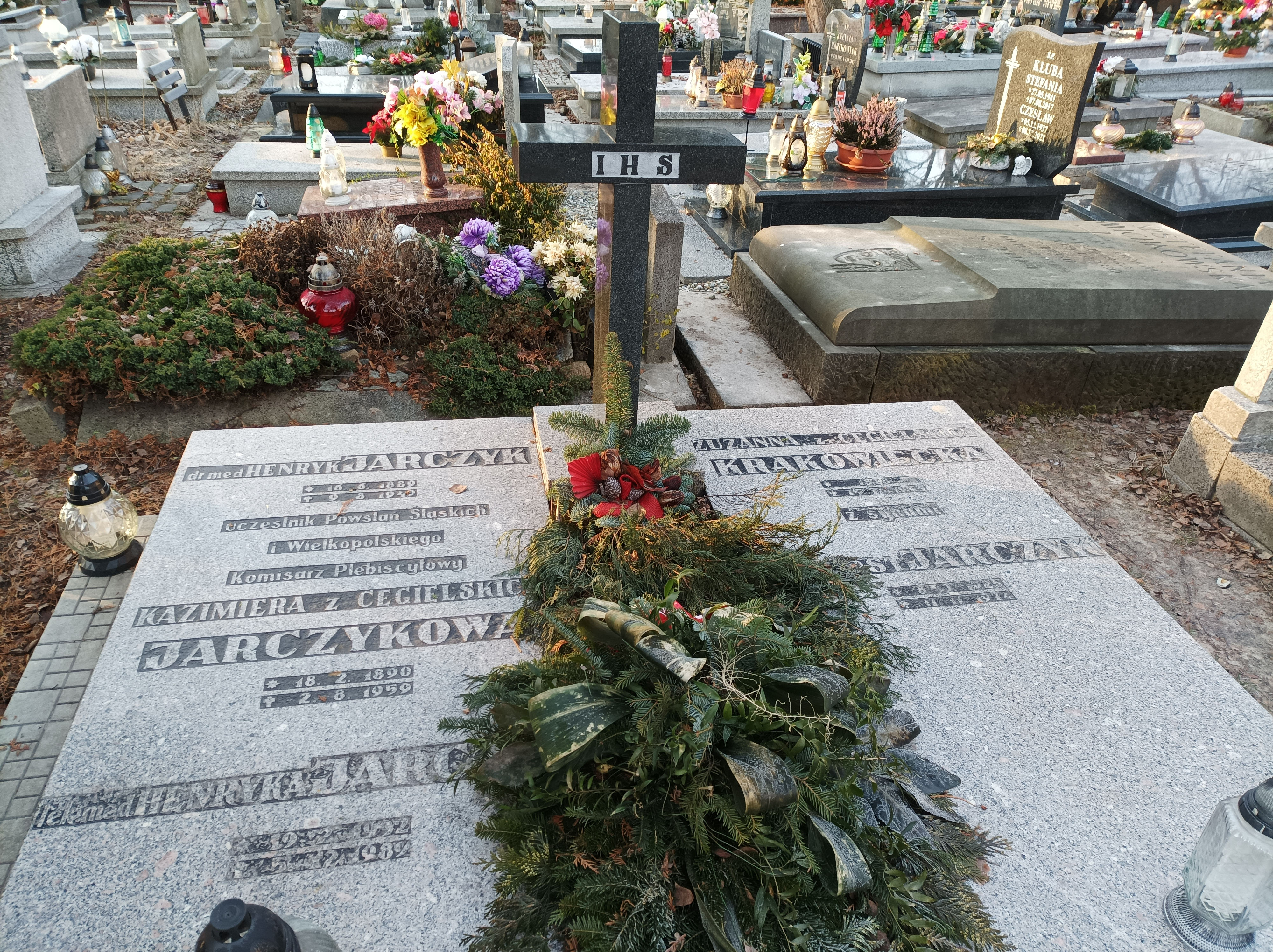
Grób Henryka Jarczyka na cmentarzu przy ul. Francuskiej w Katowicach

Był bratem Roberta Jarczyka – naczelnika gminy Podlesie i posła na Sejm RP (1930–1935).